# Friedrich Berger
Pour les articles homonymes, voir Berger (homonymie).
Friedrich Berger, né à Schönfeld en Saxe le 20 mars 1911 et mort le 10 février 1960 à Munich, est un espion et un auxiliaire de l'armée allemande. Pendant l'Occupation, il est le dirigeant de l'antenne de la Gestapo de la rue de la Pompe, à Paris.

## Biographie

### Origines familiales
Fils d'Alfred Berger et d'Adeline Braufelder, Friedrich Berger naît à Schönfeld en Saxe le 20 mars 1911.

### Débuts
Il est recruté par l'Abwehr en 1933. Afin d'espionner en Algérie et au Maroc, il s'engage dans la Légion étrangère française le 3 octobre 1934 pour une durée de 5 ans, à la demande de l'Abwehr de Wiesbaden. Le 13 octobre 1935 il est affecté au 3e régiment étranger basé à Oujda.
Il quitte prématurément l'armée française lorsque la commission de réforme de Casablanca le propose le 23 janvier 1937 pour une réforme définitive, en raison d'une surdité partielle. Il rentre en Allemagne.

### Seconde Guerre mondiale
Fin 1940, à nouveau à la demande de l'Abwehr, il tente d'infiltrer le Deuxième Bureau français à Vichy, qui est foncièrement anti-allemand à cette époque. Démasqué presque immédiatement, il est arrêté le 18 décembre 1940 et emprisonné. Il est alors transféré à Alger et le Tribunal militaire permanent d'Alger le condamne à la peine de mort le 26 août 1941 pour « atteinte à la sûreté extérieure de l’État ». Interné à la prison militaire d'Oran, iI est sauvé par les autorités allemandes qui réclament et obtiennent sa libération, en application des conventions d'armistice, par télégramme 307/4/CAB/SEC du 5 mai 1942. Ainsi, il s'embarque à Oran le 26 mai 1942 à destination de la France occupée, et est remis aux autorités allemandes le 31 mai 1942.
Il s'établit dans la région parisienne et participe au marché noir pour son compte, tout en faisant du renseignement pour le contre-espionnage allemand. Il est brièvement pris en charge à l'hôpital de Suresnes du 5 au 7 août 1942 pour soigner une blessure par arme à feu,.
En 1943, il est arrêté pour marché noir par la police allemande, à savoir le SS-Untersturmführer Karl Kleindienst, chef du service économique de la section V de la Gestapo de la rue des Saussaies, spécialisé dans la répression du marché noir. Friedrich Berger accepte d’œuvrer désormais à sa répression.
Dès lors, il est versé au SD sous les ordres du SS-Hauptsturmführer Alfred Wenzel, de la Gestapo de la rue des Saussaies, chargé de la répression parmi les milieux israélites et résistants de Paris.
Comme couverture, il ouvre un bureau d'achat pour les troupes d'occupation allemandes, situé 14 rue du Colonel-Moll à Paris,. Il n'achète rien, mais dévoilant ses attributions de policiers, et en exerçant des sévices, il amène les candidats vendeurs à révéler l'emplacement de leurs dépôts sur lesquels il fait main basse sans vergogne. Il fait ainsi tomber plusieurs réseaux de marché noir jusqu'au printemps 1944.
À partir d'avril 1944, compte tenu du contexte militaire, il s'oriente vers la recherche et la répression des résistants. Dans cette optique, il constitue et dirige une équipe d'une quarantaine d'auxiliaires de la police allemande, pour la plupart français et souvent anciens trafiquants du marché noir qui ont accepté de "collaborer" après leur arrestation.
Son équipe est connue comme la « Gestapo de la rue de la Pompe », à Paris, dont le siège était au no 180. Cette antenne de la Gestapo est responsable de la neutralisation de plusieurs réseaux résistants,.
Outre des expéditions à Roanne, Lille et Péronne, la bande procède à des arrestations de résistants des réseaux ou mouvements suivants : « Les Cloches des Halles », « Phalanx », « N.A.P. », « Voix du Nord », « Libération-Nord », « O.C.M. », « F2 », « M.L.N. », « Résistance polonaise », « Organisation juive de combat », « Groupe de Chelles et de Draveil », « Jeunesses catholiques combattantes ».
Selon l'historienne Marie-Josèphe Bonnet:

« En quatre mois, du 17 avril au 17 août 1944, une équipe de 44 auxiliaires français dirigés par l'Allemand Friedrich Berger a arrêté plus de 300 résistants, torturé la majorité d'entre eux pour leur extorquer des renseignements, déporté 163 hommes et femmes, sans parler de ceux qui sont morts sous la torture ou fusillés. Au cours du procès de la Gestapo de la rue de la Pompe au tribunal militaire, on dénombrera 110 morts dont 60 fusillés à Paris, parmi lesquels se trouvent les 42 jeunes gens fusillés à la cascade du bois de Boulogne le 16 août 1944. »

Le 14 août 1944 la bande quitte la rue de la Pompe pour emménager au 42 avenue Victor-Hugo dans le 16e arrondissement de Paris.
A compter du 17 août 1944 la Gestapo parisienne entame une retraite vers l'Allemagne et poursuit en chemin son activité d'arrestations, de déportations et d'assassinats à Sainte-Menehould, Celles-sur-Plaine, Saint-Dié, Provenchères, Bernardvillé, Raon-l'Etape.

### Poursuites judiciaires et mort
Il est arrêté à Milan le 7 mai 1945, interné dans le camp de prisonniers allemands d'Ancône et remis par les Anglais aux autorités américaines. Il s'évade mystérieusement dans la nuit du 1er au 2 juillet 1947.
Dans le cadre du procès collectif de la Gestapo de la rue de la Pompe entre novembre et décembre 1952, il est condamné à mort par contumace le 22 décembre 1952 par le Tribunal militaire permanent de Paris pour « espionnage, assassinats et association de malfaiteurs »,,.
Il meurt à son domicile de Munich des suites d'une longue maladie le 10 février 1960,,.

## Vie privée
Il se marie le 9 mars 1940 avec Marie Linder (ou Lindner), commerçante à Munich. Le divorce est prononcé le 5 février 1943 par jugement de la chambre civile no 1 du tribunal civil de Munich.
En 1944 il a pour maîtresses Denise Delfau, qui lui sert de "secrétaire" pendant les interrogatoires et séances de tortures, et sa sœur aînée Hélène Delfau de manière occasionnelle.